# Segunda fase da Copa Libertadores da América de 2013
A segunda fase da Copa Libertadores da América de 2013, também conhecida como fase de grupos, foi disputada entre 12 de fevereiro e 18 de abril. O sorteio dos grupos ocorreu em Assunção, no Paraguai, em 21 de dezembro de 2012.
O campeão e o vice de cada grupo ao final de seis jogos disputados dentro dos grupos avançaram à fase final, iniciando a partir das oitavas.

## Critérios de desempate
De acordo com o regulamento estabelecido para esta edição, caso duas ou mais equipes empatassem em números de pontos ao final da segunda fase, os seguintes critérios seriam aplicados:
1. melhor saldo de gols entre as equipes em questão;
2. maior número de gols marcados entre as equipes em questão;
3. maior número de gols marcados como visitante entre as equipes em questão;
4. sorteio.

## Grupos
|  | Equipes classificadas para a fase final |
|  | Equipes eliminadas                      |

Todas as partidas estão no horário local.

### Grupo 1
| Equipe                 | Pts | J | V | E | D | GP | GC | SG |
| ---------------------- | --- | - | - | - | - | -- | -- | -- |
| Nacional               | 10  | 6 | 3 | 1 | 2 | 10 | 6  | +4 |
| Boca Juniors           | 9   | 6 | 3 | 0 | 3 | 7  | 7  | 0  |
| Toluca                 | 8   | 6 | 2 | 2 | 2 | 8  | 11 | –3 |
| Barcelona de Guayaquil | 6   | 6 | 1 | 3 | 2 | 5  | 6  | –1 |

| 12 de fevereiro | Nacional                 | 2 – 2     | Barcelona de Guayaquil   | Estádio Gran Parque Central, Montevidéu |
| 20:15 (UTC-2)   | Abreu 68' · Alonso 90+2' | Relatório | Díaz 17' · Nahuelpan 25' | Árbitro: CHI Enrique Osses              |

| 13 de fevereiro | Boca Juniors    | 1 – 2     | Toluca                     | Estádio La Bombonera, Buenos Aires |
| 21:00 (UTC-3)   | Silva 22' (pen) | Relatório | Esquivel 57' · Benítez 72' | Árbitro: PER Víctor Carrillo       |

| 19 de fevereiro | Toluca                   | 2 – 3     | Nacional                      | Estádio Nemesio Díez, Toluca |
| 20:45 (UTC-6)   | Tejada 21' · Benítez 51' | Relatório | Sánchez 46', 54' · Alonso 56' | Árbitro: COL Wilmar Roldán   |

| 27 de fevereiro | Barcelona de Guayaquil | 1 – 2     | Boca Juniors             | Estádio Monumental, Guaiaquil |
| 17:45 (UTC-5)   | Arroyo 90+2' (pen)     | Relatório | Martínez 58' · Pérez 62' | Árbitro: BRA Leandro Vuaden   |

| 6 de março    | Toluca     | 1 – 1     | Barcelona de Guayaquil | Estádio Nemesio Díez, Toluca |
| 21:15 (UTC-6) | Tejada 82' | Relatório | Díaz 35'               | Árbitro: BRA Héber Lopes     |

| 7 de março    | Boca Juniors | 0 – 1     | Nacional   | Estádio La Bombonera, Buenos Aires |
| 21:30 (UTC-3) |              | Relatório | Scotti 19' | Árbitro: PAR Carlos Amarilla       |

| 13 de março   | Barcelona de Guayaquil | 0 – 0     | Toluca | Estádio Monumental, Guaiaquil |
| 17:45 (UTC-5) |                        | Relatório |        | Árbitro: PAR Enrique Cáceres  |

| 14 de março   | Nacional | 0 – 1     | Boca Juniors       | Estádio Centenario, Montevidéu |
| 19:15 (UTC-3) |          | Relatório | Riquelme 43' (pen) | Árbitro: BRA Paulo de Oliveira |

| 3 de abril    | Boca Juniors | 1 – 0     | Barcelona de Guayaquil | Estádio La Bombonera, Buenos Aires |
| 19:45 (UTC-3) | Blandi 8'    | Relatório |                        | Árbitro: BRA Ricardo Marques       |

| 4 de abril    | Nacional                                        | 4 – 0     | Toluca | Estádio Centenario, Montevidéu |
| 19:15 (UTC-3) | Bueno 10', 88' · Damonte 34' · Alonso 73' (pen) | Relatório |        | Árbitro: BRA Héber Lopes       |

| 17 de abril   | Barcelona de Guayaquil | 1 – 0     | Nacional | Estádio Monumental, Guaiaquil |
| 17:45 (UTC-5) | Castillejos 36'        | Relatório |          | Árbitro: PAR Antonio Arias    |

| 17 de abril   | Toluca                       | 3 – 2     | Boca Juniors                 | Estádio Nemesio Díez, Toluca |
| 17:45 (UTC-5) | Benítez 9' · Santos 64', 81' | Relatório | Somoza 45+1' · Fernández 76' | Árbitro: COL Imer Machado    |

### Grupo 2
| Equipe           | Pts | J | V | E | D | GP | GC | SG |
| ---------------- | --- | - | - | - | - | -- | -- | -- |
| Palmeiras        | 9   | 6 | 3 | 0 | 3 | 5  | 5  | 0  |
| Tigre            | 9   | 6 | 3 | 0 | 3 | 9  | 10 | –1 |
| Libertad         | 8   | 6 | 2 | 2 | 2 | 10 | 9  | +1 |
| Sporting Cristal | 8   | 6 | 2 | 2 | 2 | 8  | 8  | 0  |

| 14 de fevereiro | Palmeiras                         | 2 – 1     | Sporting Cristal  | Estádio do Pacaembu, São Paulo |
| 22:00 (UTC-2)   | Henrique 39' · Patrick Vieira 68' | Relatório | Lobatón 51' (pen) | Árbitro: URU Martín Vázquez    |

| 21 de fevereiro | Tigre | 0 – 2     | Libertad                        | Estádio José Dellagiovanna, Victoria |
| 21:30 (UTC-3)   |       | Relatório | Aquino 53' (pen) · González 87' | Árbitro: URU Roberto Silvera         |

| 28 de fevereiro | Sporting Cristal         | 2 – 0     | Tigre | Estádio Alberto Gallardo, Lima |
| 15:00 (UTC-5)   | Sheput 29' · Lobatón 57' | Relatório |       | Árbitro: CHI Julio Bascuñán    |

| 28 de fevereiro | Libertad                    | 2 – 0     | Palmeiras | Estádio Dr. Nicolás Leoz, Assunção |
| 19:15 (UTC-3)   | Velázquez 10' · Benítez 54' | Relatório |           | Árbitro: VEN Juan Soto             |

| 6 de março    | Libertad                | 2 – 2     | Sporting Cristal | Estádio Dr. Nicolás Leoz, Assunção |
| 19:45 (UTC-3) | Benítez 67' · Núñez 87' | Relatório | Ávila 24', 64'   | Árbitro: COL José Buitrago         |

| 6 de março    | Tigre         | 1 – 0     | Palmeiras | Estádio José Dellagiovanna, Victoria |
| 19:45 (UTC-3) | Peñalba 90+4' | Relatório |           | Árbitro: ECU Omar Ponce              |

| 12 de março   | Sporting Cristal | 1 – 1     | Libertad      | Estádio Nacional, Lima       |
| 17:15 (UTC-5) | Ávila 73'        | Relatório | Velázquez 52' | Árbitro: URU Roberto Silvera |

| 2 de abril    | Palmeiras              | 2 – 0     | Tigre | Estádio do Pacaembu, São Paulo |
| 21:30 (UTC-3) | Caio 18' · Charles 52' | Relatório |       | Árbitro: CHI Patricio Polic    |

| 9 de abril    | Tigre                                         | 3 – 1     | Sporting Cristal | Estádio José Dellagiovanna, Victoria |
| 21:30 (UTC-3) | Leguizamón 23' · Pérez García 48' · Botta 53' | Relatório | Lobatón 70'      | Árbitro: BOL Óscar Maldonado         |

| 11 de abril   | Palmeiras   | 1 – 0     | Libertad | Estádio do Pacaembu, São Paulo |
| 19:15 (UTC-3) | Charles 53' | Relatório |          | Árbitro: URU Daniel Fedorczuk  |

| 18 de abril   | Libertad                                  | 3 – 5     | Tigre                                                   | Estádio Dr. Nicolás Leoz, Assunção |
| 18:45 (UTC-4) | Samudio 14' · Núñez 37' · Velázquez 90+1' | Relatório | Botta 10', 77' · Pérez García 28', 54' · Díaz 35' (pen) | Árbitro: COL Wilmar Roldán         |

| 18 de abril   | Sporting Cristal | 1 – 0     | Palmeiras | Estádio Miguel Grau, Callao |
| 17:45 (UTC-5) | Ávila 48'        | Relatório |           | Árbitro: CHI Enrique Osses  |

### Grupo 3
| Equipe             | Pts | J | V | E | D | GP | GC | SG |
| ------------------ | --- | - | - | - | - | -- | -- | -- |
| Atlético Mineiro   | 15  | 6 | 5 | 0 | 1 | 16 | 9  | +7 |
| São Paulo          | 7   | 6 | 2 | 1 | 3 | 8  | 8  | 0  |
| Arsenal de Sarandí | 7   | 6 | 2 | 1 | 3 | 10 | 15 | –5 |
| The Strongest      | 6   | 6 | 2 | 0 | 4 | 8  | 10 | –2 |

| 13 de fevereiro | Atlético Mineiro   | 2 – 1     | São Paulo   | Estádio Independência, Belo Horizonte |
| 22:00 (UTC-2)   | Jô 13' · Réver 72' | Relatório | Aloísio 82' | Árbitro: BRA Marcelo Henrique         |

| 14 de fevereiro | The Strongest              | 2 – 1     | Arsenal de Sarandí | Estádio Hernando Siles, La Paz |
| 20:00 (UTC-4)   | Chumacero 17' · Melgar 83' | Relatório | Benedetto 48'      | Árbitro: PAR Antonio Arias     |

| 26 de fevereiro | Arsenal de Sarandí     | 2 – 5     | Atlético Mineiro                                   | Estádio Julio Humberto Grondona, Sarandí |
| 21:45 (UTC-3)   | Furch 1' · Aguirre 40' | Relatório | Bernard 7', 53', 58' · Diego Tardelli 28' · Jô 35' | Árbitro: URU Martín Vázquez              |

| 28 de fevereiro | São Paulo                      | 2 – 1     | The Strongest | Estádio do Morumbi, São Paulo |
| 21:30 (UTC-3)   | Osvaldo 42' · Luís Fabiano 79' | Relatório | Barrera 20'   | Árbitro: PAR Enrique Cáceres  |

| 7 de março    | São Paulo    | 1 – 1     | Arsenal de Sarandí  | Estádio do Pacaembu, São Paulo |
| 19:15 (UTC-3) | Jádson 45+2' | Relatório | Benedetto 48' (pen) | Árbitro: COL Wilmar Roldán     |

| 7 de março    | Atlético Mineiro              | 2 – 1     | The Strongest | Estádio Independência, Belo Horizonte |
| 21:30 (UTC-3) | Jô 56' · Ronaldinho 72' (pen) | Relatório | Melgar 90+1'  | Árbitro: URU Daniel Fedorczuk         |

| 13 de março   | The Strongest | 1 – 2     | Atlético Mineiro                      | Estádio Hernando Siles, La Paz |
| 21:00 (UTC-4) | Reina 43'     | Relatório | Diego Tardelli 9' · Méndez 82' (g.c.) | Árbitro: PAR Julio Quintana    |

| 14 de março   | Arsenal de Sarandí        | 2 – 1     | São Paulo   | Estádio Julio Humberto Grondona, Sarandí |
| 21:30 (UTC-3) | Ortiz 65' · Braghieri 84' | Relatório | Aloísio 72' | Árbitro: ECU Omar Ponce                  |

| 3 de abril    | Atlético Mineiro                                                             | 5 – 2     | Arsenal de Sarandí            | Estádio Independência, Belo Horizonte |
| 22:00 (UTC-3) | Diego Tardelli 10' · Ronaldinho 14' (pen), 58' · Luan 46' · Alecsandro 90+2' | Relatório | Braghieri 39' · Benedetto 84' | Árbitro: PAR Enrique Cáceres          |

| 4 de abril    | The Strongest             | 2 – 1     | São Paulo              | Estádio Hernando Siles, La Paz |
| 20:30 (UTC-4) | Solíz 14' · Cristaldo 65' | Relatório | Rogério Ceni 43' (pen) | Árbitro: PER Víctor Carrillo   |

| 17 de abril   | Arsenal de Sarandí    | 2 – 1     | The Strongest | Estádio Julio Humberto Grondona, Sarandí |
| 22:00 (UTC-3) | Rolle 29' · Furch 61' | Relatório | Reina 90+2'   | Árbitro: ECU Carlos Vera                 |

| 17 de abril   | São Paulo                              | 2 – 0     | Atlético Mineiro | Estádio do Morumbi, São Paulo |
| 22:00 (UTC-3) | Rogério Ceni 56' (pen) · Ademilson 81' | Relatório |                  | Árbitro: BRA Wilton Sampaio   |

### Grupo 4
| Equipe           | Pts | J | V | E | D | GP | GC | SG |
| ---------------- | --- | - | - | - | - | -- | -- | -- |
| Vélez Sarsfield  | 13  | 6 | 4 | 1 | 1 | 10 | 3  | +7 |
| Emelec           | 10  | 6 | 3 | 1 | 2 | 5  | 4  | +1 |
| Peñarol          | 9   | 6 | 3 | 0 | 3 | 7  | 7  | 0  |
| Deportes Iquique | 3   | 6 | 1 | 0 | 5 | 5  | 13 | –8 |

| 12 de fevereiro | Emelec              | 1 – 0     | Vélez Sarsfield | Estádio George Capwell, Guaiaquil |
| 19:30 (UTC-5)   | Ferreyra 49' (g.c.) | Relatório |                 | Árbitro: COL Wilmar Roldán        |

| 13 de fevereiro | Deportes Iquique | 1 – 2     | Peñarol                     | Estádio Tierra de Campeones, Iquique |
| 18:30 (UTC-3)   | Villalobos 58'   | Relatório | Estoyanoff 5' · Olivera 71' | Árbitro: PAR Enrique Cáceres         |

| 19 de fevereiro | Peñarol     | 1 – 0     | Emelec | Estádio Centenario, Montevidéu |
| 20:15 (UTC-2)   | Olivera 67' | Relatório |        | Árbitro: BRA Sandro Ricci      |

| 20 de fevereiro | Vélez Sarsfield                       | 3 – 0     | Deportes Iquique | Estádio José Amalfitani, Buenos Aires |
| 19:45 (UTC-3)   | Insúa 24' · Rescaldani 34' · Gago 68' | Relatório |                  | Árbitro: PAR Carlos Amarilla          |

| 26 de fevereiro | Peñarol | 0 – 1     | Vélez Sarsfield | Estádio Centenario, Montevidéu |
| 20:30 (UTC-2)   |         | Relatório | Pratto 86'      | Árbitro: BRA Héber Lopes       |

| 27 de fevereiro | Deportes Iquique            | 2 – 0     | Emelec | Estádio Tierra de Campeones, Iquique |
| 19:45 (UTC-3)   | Ereros 14' · Villalobos 21' | Relatório |        | Árbitro: PER Víctor Carrillo         |

| 5 de março    | Emelec                    | 2 – 1     | Deportes Iquique | Estádio George Capwell, Guaiaquil |
| 21:45 (UTC-5) | de Jesús 56' · Angulo 74' | Relatório | Villalobos 78'   | Árbitro: MEX Roberto García       |

| 12 de março   | Vélez Sarsfield                                   | 3 – 1     | Peñarol              | Estádio José Amalfitani, Buenos Aires |
| 19:15 (UTC-3) | Bologna 29' (g.c.) · Insúa 74' (pen) · Copete 77' | Relatório | Estoyanoff 23' (pen) | Árbitro: BRA Leandro Vuaden           |

| 2 de abril    | Deportes Iquique | 1 – 3     | Vélez Sarsfield                        | Estádio Tierra de Campeones, Iquique |
| 19:15 (UTC-3) | Villalobos 38'   | Relatório | Domínguez 6' · Romero 18' · Copete 50' | Árbitro: BRA Sandro Ricci            |

| 2 de abril    | Emelec                    | 2 – 0     | Peñarol | Estádio George Capwell, Guaiaquil |
| 21:45 (UTC-5) | Nasuti 80' · Gaibor 90+3' | Relatório |         | Árbitro: COL José Buitrago        |

| 9 de abril    | Peñarol                                        | 3 – 0     | Deportes Iquique | Estádio Centenario, Montevidéu |
| 19:15 (UTC-3) | Gallegos 38' · Zalayeta 74' · Aguirregaray 76' | Relatório |                  | Árbitro: PAR Julio Quintana    |

| 9 de abril    | Vélez Sarsfield | 0 – 0     | Emelec | Estádio José Amalfitani, Buenos Aires |
| 19:15 (UTC-3) |                 | Relatório |        | Árbitro: BRA Marcelo Henrique         |

### Grupo 5
| Equipe      | Pts | J | V | E | D | GP | GC | SG |
| ----------- | --- | - | - | - | - | -- | -- | -- |
| Corinthians | 13  | 6 | 4 | 1 | 1 | 10 | 2  | +8 |
| Tijuana     | 13  | 6 | 4 | 1 | 1 | 8  | 4  | +4 |
| San José    | 5   | 6 | 1 | 2 | 3 | 5  | 11 | –6 |
| Millonarios | 3   | 6 | 1 | 0 | 5 | 2  | 8  | –6 |

| 19 de fevereiro | Millonarios | 0 – 1     | Tijuana  | Estádio El Campín, Bogotá     |
| 19:30 (UTC-5)   |             | Relatório | Ruiz 61' | Árbitro: VEN Marlon Escalante |

| 20 de fevereiro | San José    | 1 – 1     | Corinthians | Estádio Jesús Bermúdez, Oruro |
| 21:00 (UTC-4)   | Saucedo 60' | Relatório | Guerrero 5' | Árbitro: ECU Carlos Vera      |

| 26 de fevereiro | Tijuana                                               | 4 – 0     | San José | Estádio Caliente, Tijuana |
| 19:15 (UTC-8)   | Castillo 3' · Aguilar 46' · Corona 48' · Martínez 73' | Relatório |          | Árbitro: ECU Omar Ponce   |

| 27 de fevereiro | Corinthians                      | 2 – 0     | Millonarios | Estádio do Pacaembu, São Paulo |
| 22:00 (UTC-3)   | Guerrero 9' · Alexandre Pato 47' | Relatório |             | Árbitro: ARG Néstor Pitana     |

| 5 de março    | Millonarios               | 2 – 1     | San José    | Estádio El Campín, Bogotá   |
| 19:30 (UTC-5) | Franco 16' · Rentería 80' | Relatório | Saucedo 45' | Árbitro: PER Henry Gambetta |

| 6 de março    | Tijuana      | 1 – 0     | Corinthians | Estádio Caliente, Tijuana    |
| 17:00 (UTC-8) | Gandolfi 66' | Relatório |             | Árbitro: PER Víctor Carrillo |

| 13 de março   | Corinthians                                      | 3 – 0     | Tijuana | Estádio do Pacaembu, São Paulo |
| 22:00 (UTC-3) | Alexandre Pato 27' · Guerrero 36' · Paulinho 82' | Relatório |         | Árbitro: CHI Enrique Osses     |

| 14 de março   | San José                | 2 – 0     | Millonarios | Estádio Jesús Bermúdez, Oruro |
| 20:30 (UTC-4) | Gomes 13' · Saucedo 47' | Relatório |             | Árbitro: ARG Patricio Loustau |

| 3 de abril    | San José  | 1 – 1     | Tijuana      | Estádio Jesús Bermúdez, Oruro |
| 18:45 (UTC-4) | Gomes 80' | Relatório | Martínez 65' | Árbitro: ARG Diego Ceballos   |

| 3 de abril    | Millonarios | 0 – 1     | Corinthians | Estádio El Campín, Bogotá |
| 20:00 (UTC-5) |             | Relatório | Danilo 56'  | Árbitro: ARG Saúl Laverni |

| 10 de abril   | Corinthians                                    | 3 – 0     | San José | Estádio do Pacaembu, São Paulo |
| 22:00 (UTC-3) | Romarinho 25' · Guerrero 59' · Edenilson 90+2' | Relatório |          | Árbitro: ARG Mauro Vigliano    |

| 10 de abril   | Tijuana        | 1 – 0     | Millonarios | Estádio Caliente, Tijuana    |
| 18:00 (UTC-7) | Martínez 90+3' | Relatório |             | Árbitro: PAR Carlos Amarilla |

### Grupo 6
| Equipe          | Pts | J | V | E | D | GP | GC | SG |
| --------------- | --- | - | - | - | - | -- | -- | -- |
| Santa Fe        | 14  | 6 | 4 | 2 | 0 | 9  | 4  | +5 |
| Real Garcilaso  | 10  | 6 | 3 | 1 | 2 | 8  | 7  | +1 |
| Deportes Tolima | 8   | 6 | 2 | 2 | 2 | 7  | 5  | +2 |
| Cerro Porteño   | 1   | 6 | 0 | 1 | 5 | 3  | 11 | –8 |

| 13 de fevereiro | Real Garcilaso | 1 – 1     | Santa Fe           | Estádio Inca Garcilaso de la Vega, Cusco |
| 21:15 (UTC-5)   | Bogado 75'     | Relatório | Martínez Borja 15' | Árbitro: CHI Julio Bascuñán              |

| 14 de fevereiro | Deportes Tolima                | 2 – 1     | Cerro Porteño | Estádio Manuel Murillo Toro, Ibagué |
| 21:15 (UTC-5)   | Cardozo 31' (g.c.) · Silva 58' | Relatório | Martínez 76'  | Árbitro: ARG Néstor Pitana          |

| 21 de fevereiro | Cerro Porteño | 0 – 1     | Real Garcilaso | Estádio General Pablo Rojas, Assunção |
| 19:15 (UTC-3)   |               | Relatório | Ramúa 87'      | Árbitro: ARG Patricio Loustau         |

| 21 de fevereiro | Santa Fe     | 1 – 1     | Deportes Tolima | Estádio El Campín, Bogotá |
| 19:30 (UTC-5)   | Valencia 14' | Relatório | Andrade 4'      | Árbitro: COL Adrián Vélez |

| 26 de fevereiro | Deportes Tolima | 0 – 1     | Real Garcilaso | Estádio Manuel Murillo Toro, Ibagué |
| 19:45 (UTC-5)   |                 | Relatório | Salazar 90'    | Árbitro: ECU Carlos Vera            |

| 7 de março    | Cerro Porteño | 1 – 2     | Santa Fe                   | Estádio General Pablo Rojas, Assunção |
| 19:15 (UTC-3) | Fabbro 44'    | Relatório | Pérez 58' (pen), 76' (pen) | Árbitro: ECU Carlos Vera              |

| 2 de abril    | Real Garcilaso | 0 – 3     | Deportes Tolima          | Estádio Inca Garcilaso de la Vega, Cusco |
| 17:15 (UTC-5) |                | Relatório | Leichtweis 54', 65', 82' | Árbitro: ECU Omar Ponce                  |

| 2 de abril    | Santa Fe  | 1 – 0     | Cerro Porteño | Estádio El Campín, Bogotá |
| 19:30 (UTC-5) | Cuero 23' | Relatório |               | Árbitro: VEN Juan Soto    |

| 9 de abril    | Deportes Tolima | 1 – 2     | Santa Fe                | Estádio Manuel Murillo Toro, Ibagué |
| 19:30 (UTC-5) | Chará 50'       | Relatório | Martínez Borja 60', 78' | Árbitro: COL Imer Machado           |

| 10 de abril   | Real Garcilaso                                          | 5 – 1     | Cerro Porteño | Estádio Inca Garcilaso de la Vega, Cusco |
| 17:45 (UTC-5) | Gamarra 8', 89' · Montes 36' · Ferreira 73' · Ramos 76' | Relatório | Nanni 12'     | Árbitro: URU Roberto Silvera             |

| 16 de abril   | Cerro Porteño | 0 – 0     | Deportes Tolima | Estádio General Pablo Rojas, Assunção |
| 20:15 (UTC-4) |               | Relatório |                 | Árbitro: ARG Diego Abal               |

| 16 de abril   | Santa Fe                        | 2 – 0     | Real Garcilaso | Estádio El Campín, Bogotá |
| 19:15 (UTC-5) | Medina 46' · Martínez Borja 71' | Relatório |                | Árbitro: BRA Sandro Ricci |

### Grupo 7
| Equipe               | Pts | J | V | E | D | GP | GC | SG |
| -------------------- | --- | - | - | - | - | -- | -- | -- |
| Olimpia              | 13  | 6 | 4 | 1 | 1 | 16 | 7  | +9 |
| Newell's Old Boys    | 9   | 6 | 3 | 0 | 3 | 11 | 10 | +1 |
| Universidad de Chile | 9   | 6 | 3 | 0 | 3 | 7  | 9  | –2 |
| Deportivo Lara       | 4   | 6 | 1 | 1 | 4 | 8  | 16 | –8 |

| 12 de fevereiro | Universidad de Chile | 2 – 0     | Deportivo Lara | Estádio Nacional, Santiago |
| 21:30 (UTC-3)   | Ubilla 33', 75'      | Relatório |                | Árbitro: ECU Omar Ponce    |

| 14 de fevereiro | Newell's Old Boys                      | 3 – 1     | Olimpia     | Estádio Marcelo Bielsa, Rosário |
| 18:45 (UTC-3)   | Scocco 69' · Orzán 75' · Rodríguez 89' | Relatório | Bareiro 87' | Árbitro: BRA Leandro Vuaden     |

| 19 de fevereiro | Olimpia                              | 3 – 0     | Universidad de Chile | Estádio Defensores del Chaco, Assunção |
| 21:30 (UTC-3)   | Salgueiro 1' · Ortiz 8' · Candia 47' | Relatório |                      | Árbitro: URU Martín Vázquez            |

| 21 de fevereiro  | Deportivo Lara           | 2 – 1     | Newell's Old Boys | Estádio Metropolitano, Barquisimeto |
| 17:45 (UTC-4:30) | Gómez 5' · Fernández 49' | Relatório | Cáceres 90+1'     | Árbitro: BRA Ricardo Marques        |

| 5 de março    | Olimpia          | 2 – 2     | Deportivo Lara                | Estádio Defensores del Chaco, Assunção |
| 19:15 (UTC-3) | Bareiro 31', 47' | Relatório | Fernández 70' · Torrealba 85' | Árbitro: BRA Sandro Ricci              |

| 5 de março    | Newell's Old Boys | 1 – 2     | Universidad de Chile           | Estádio Marcelo Bielsa, Rosário |
| 19:15 (UTC-3) | Scocco 45+1'      | Relatório | Marino 3' · Aránguiz 16' (pen) | Árbitro: BRA Paulo de Oliveira  |

| 12 de março   | Universidad de Chile | 0 – 2     | Newell's Old Boys         | Estádio Nacional, Santiago |
| 21:30 (UTC-3) |                      | Relatório | Rodríguez 18' · Tonso 83' | Árbitro: COL Wilmar Roldán |

| 13 de março      | Deportivo Lara | 1 – 5     | Olimpia                                                  | Estádio Metropolitano, Barquisimeto |
| 18:15 (UTC-4:30) | Mosquera 52'   | Relatório | Bareiro 7' · Miranda 24' · Pittoni 41', 46' · Aranda 79' | Árbitro: MEX Roberto García         |

| 4 de abril    | Newell's Old Boys          | 3 – 1     | Deportivo Lara  | Estádio Marcelo Bielsa, Rosário |
| 19:15 (UTC-3) | Pérez 3' · Scocco 42', 88' | Relatório | Pérez Greco 78' | Árbitro: BOL Raúl Orosco        |

| 4 de abril    | Universidad de Chile | 0 – 1     | Olimpia   | Estádio Nacional, Santiago   |
| 21:30 (UTC-3) |                      | Relatório | Ortiz 49' | Árbitro: URU Roberto Silvera |

| 11 de abril      | Deportivo Lara                | 2 – 3     | Universidad de Chile                | Estádio Metropolitano, Barquisimeto |
| 20:00 (UTC-4:30) | Torrealba 45+1' · Valoyes 84' | Relatório | Civelli 45' · Díaz 46' · Cortés 78' | Árbitro: ECU Diego Lara             |

| 11 de abril   | Olimpia                                      | 4 – 1     | Newell's Old Boys | Estádio Defensores del Chaco, Assunção |
| 20:30 (UTC-4) | Salgueiro 31' (pen), 74' · Ferreyra 54', 77' | Relatório | Casco 46'         | Árbitro: COL José Buitrago             |

### Grupo 8
| Equipe     | Pts | J | V | E | D | GP | GC | SG |
| ---------- | --- | - | - | - | - | -- | -- | -- |
| Fluminense | 11  | 6 | 3 | 2 | 1 | 5  | 5  | 0  |
| Grêmio     | 8   | 6 | 2 | 2 | 2 | 10 | 6  | +4 |
| Huachipato | 8   | 6 | 2 | 2 | 2 | 10 | 8  | +2 |
| Caracas    | 6   | 6 | 2 | 0 | 4 | 6  | 12 | –6 |

| 13 de fevereiro  | Caracas | 0 – 1     | Fluminense | Estadio Olímpico da UCV, Caracas |
| 19:30 (UTC-4:30) |         | Relatório | Fred 31'   | Árbitro: COL José Buitrago       |

| 14 de fevereiro | Grêmio           | 1 – 2     | Huachipato                  | Arena do Grêmio, Porto Alegre |
| 19:45 (UTC-2)   | Barcos 54' (pen) | Relatório | Falcone 16' · Rodríguez 50' | Árbitro: ARG Diego Abal       |

| 20 de fevereiro | Huachipato | 1 – 3     | Caracas                    | Estádio CAP, Talcahuano  |
| 19:45 (UTC-3)   | Aceval 63' | Relatório | Curé 12' · Peña 45+1', 53' | Árbitro: BOL Raúl Orosco |

| 20 de fevereiro | Fluminense | 0 – 3     | Grêmio                                     | Estádio Engenhão, Rio de Janeiro |
| 22:00 (UTC-3)   |            | Relatório | Barcos 32' · André Santos 54' · Vargas 68' | Árbitro: BRA Paulo de Oliveira   |

| 27 de fevereiro | Huachipato    | 1 – 2     | Fluminense                      | Estádio CAP, Talcahuano   |
| 22:00 (UTC-3)   | Rodríguez 45' | Relatório | Wellington Nem 66' · Wagner 75' | Árbitro: ARG Saúl Laverni |

| 5 de março    | Grêmio                                        | 4 – 1     | Caracas     | Arena do Grêmio, Porto Alegre |
| 21:30 (UTC-3) | Barcos 16' · Werley 38' · Zé Roberto 51', 71' | Relatório | Sánchez 59' | Árbitro: PAR Antonio Arias    |

| 6 de março    | Fluminense     | 1 – 1     | Huachipato | Estádio Engenhão, Rio de Janeiro |
| 22:00 (UTC-3) | Fred 30' (pen) | Relatório | Núñez 70'  | Árbitro: ARG Germán Delfino      |

| 12 de março      | Caracas                 | 2 – 1     | Grêmio    | Estadio Olímpico da UCV, Caracas |
| 20:00 (UTC-4:30) | Peña 45+1' · Farías 66' | Relatório | Elano 17' | Árbitro: BOL Óscar Maldonado     |

| 3 de abril       | Caracas | 0 – 4     | Huachipato                           | Estadio Olímpico da UCV, Caracas |
| 18:15 (UTC-4:30) |         | Relatório | Rodríguez 7', 35', 62' · Falcone 86' | Árbitro: PER Henry Gambetta      |

| 10 de abril   | Grêmio | 0 – 0     | Fluminense | Arena do Grêmio, Porto Alegre |
| 22:00 (UTC-3) |        | Relatório |            | Árbitro: BRA Ricardo Marques  |

| 18 de abril   | Huachipato | 1 – 1     | Grêmio         | Estádio CAP, Talcahuano     |
| 22:00 (UTC-3) | Aceval 88' | Relatório | Zé Roberto 33' | Árbitro: URU Martín Vázquez |

| 18 de abril   | Fluminense       | 1 – 0     | Caracas | Estádio São Januário, Rio de Janeiro |
| 22:00 (UTC-3) | Rafael Sóbis 53' | Relatório |         | Árbitro: ARG Néstor Pitana           |